# Rossel (Saar)
Die Rossel (frz. Rosselle) ist ein linksseitiger Nebenfluss der Saar. Sie entspringt etwa zwei Kilometer nördlich des Dorfes Longeville-lès-Saint-Avold (deutsch Lubeln) im lothringischen Bereich der Region Grand Est und mündet nach 38 Kilometern bei Völklingen-Wehrden in die Saar. 

## Name
Ältere Namen des Flusses sind Roussella (1268), Russella, Rusella (1544), Rossela (1594) und Rousselle (1683) und la Rosselle. Nach der Rossel sind der mittelalterliche Rosselgau und die Orte Groß- und Kleinrosseln benannt. Der Name könnte sich vom indogermanischen (oder keltischen) *rosā mit der Bedeutung „Wildbach, Sturzbach“ ableiten.

## Geographie

### Verlauf
Die Rossel entspringt zwischen dem Lorentzberg und der Steinerecken, östlich der Ortschaft Boucheporn (Buschborn), auf einer Höhe von 322 m. Sie fließt zunächst längs der Gemeindegrenze zwischen Boucheporn und Longeville-lès-Saint-Avold (Lubeln) in nordöstlicher Richtung am Pfaffenloch vorbei. Bei Grosswald, wo sich auch die Dripperchenquelle befindet, schlägt sie einen sanften Bogen, wendet ihren Lauf nach Ostsüdost und zwängt sich anschließend durch ein enges waldreiches Tal. Sie läuft südwestlich an der Siedlung Cité Émile Huchet der Stadt Saint-Avold (Sankt Avold) vorbei und wechselt dort ihre Richtung nach Süden. Bei Oderfang wird sie auf ihrer rechten Seite vom Muehlegraben gespeist. Östlich der Bohrmühle dreht sie eine scharfe Kurve nach Norden und unterquert die ehemalige N 3. Sie richtet ihren Lauf nach Westen und passiert, von der ehemaligen N 3 begleitet, Saint-Avold. Bei der Moulin Neuf fließt ihr auf ihrer rechten Seite, der von Süden kommende Rosselbach zu. Bei der Moulin a Poudre, wo sie vom Maimahdbach gestärkt wird, wendet sie sich nach Norden und windet sich durch ein enges Tal, bis sie Hombourg-Haut (Oberhomburg) erreicht. Sie passiert die Ortschaft und nimmt am östlichen Ortsrand den Katharinenbach auf. Bei der Kreuzung der ehemaligen N 3 mit der A 4 unterquert sie die ehemalige N 3, welche sie nun verlässt und wendet ihren Lauf nach Osten. Sie wird nun für eine kurze Strecke von der A 4 begleitet. Beim Autobahndreieck A 4/A 320 fällt ihr der von Süden kommende Dotelbach zu. Sie schlägt nun einen Bogen um Forêt de Ditschviller (Wald von Ditschweiler) und fließt südlich an Cité Belle Roche vorbei. Am Ostrand des Ortes wird sie vom Kochernbach gespeist. Sie richtet ihren Lauf nun nach Norden und fließt westlich an Rosbruck (Rossbrücken) und am Gaensbachwald vorbei, wo sie die französisch-deutsche Grenze erreicht. Hier fließt ihr der Morsbach zu. Bei Marienau (Forbach) bzw. Emmersweiler, Gemeinde Großrosseln, wechselt der Fluss mehrfach die Landesseite, bevor er in Höhe von Großrosseln/Petite-Rosselle für knapp drei Kilometer die Grenze zwischen den beiden Staaten bildet. Bei Cité Quatre Vents erreicht sie vor ihren endgültigen Grenzübertritt nach Deutschland noch der Schafbach. Sie umfließt nun am östlichen Rand Großrosseln-Velsen und erreicht danach Völklingen-Geislautern, wo sie der Lauterbach stärkt. Bei Völklingen-Wehrden mündet sie schließlich auf der Höhe von 196 m in die Saar.

### Zuflüsse
- Muehlegraben (Blindengraben) (rechts), 7,1 km
- Ruisseau de Dourd'Hal (rechts), 3,2 km
- Maimattbach (rechts), 3,5 km
- Katharinenbach (Ruisseau de Ste-Catherine) (rechts), 3,6 km
- Dotelbach (rechts), 3,3 km
- Merle (links), 9,0 km
- Kochernbach (Ruisseau de Cocheren) (rechts), 8,1 km
- Morsbach (rechts), 6,1 km
- Muhlbach (rechts), 2,1 km
- St. Nikolaus Bach (links). 3,3 km[4]
- Kressbrunnenbach (links), 0,7 km[4]
- Großrosselner Bach (links), 2,5 km[4]
- Schafbach (rechts), 2,0 km[4]
- Eberbach (rechts), 1,0 km[4]
- Lauterbach (links), 13,2 km[4]
- (Bach von der) Hohlbergquelle, 1,1 km[4]
- Hallerkopfbach (rechts), 0,6 km[4]

## Hydrologie
Beim Pegel Geislautern, kurz vor der Mündung der Rossel in die Saar, beträgt die mittlere Abflussmenge (MQ) 2,36 m³/s; das Einzugsgebiet umfasst dort 203 km².
In Petite Rosselle wurde über einen Zeitraum von 60 Jahren (1966–2025) die durchschnittliche jährliche Abflussmenge der Rossel berechnet. Das Einzugsgebiet entspricht an dieser Stelle etwa 190 km².
Die Abflussmenge der Rossel, mit dem Jahresdurchschnittwert von 1,63 m³/s, schwankt im Laufe des Jahres recht wenig. Die höchsten Wasserstände werden in den Wintermonaten Dezember bis März gemessen. Ihren Höchststand erreicht die Abflussmenge mit 2,27 m³/s im Februar. Im April geht die Schüttung zurück und verändert sich bis Oktober nur wenig. Ihren niedrigsten Stand erreicht sie im September mit 1,21 m³/s, um danach wieder von Monat zu Monat leicht anzusteigen und nach dem starken Anstieg im Dezember mit 2,23 m³/s ihren zweithöchsten Stand zu erreichen.
| Monatlicher mittlerer Abfluss in m³/s: Rossel gemessen an der hydrologischen Station Petite Rosselle bei Forbach Daten errechnet aus den Werten der Jahre 1966–2025 |
| --- |
| 2,41,81,20,601,632,20Jan.2,27Feb.1,84März1,48Apr.1,47Mai1,31Juni1,35Juli1,24Aug.1,21Sep.1,34Okt.1,60Nov.2,23Dez.                                                    |
| Durchgehende Linie: Mittlerer Jahresabfluss (MQ) 1,63 m³/s |
| |
| Quelle: Le Rosselle à Forbach (Petite-Rosselle) – hydro.eaufrance.fr                                                                                                |

## Verschmutzung
Der Fluss war lange Zeit eines der schmutzigsten Gewässer Deutschlands. In ihn mündeten – über Jahrzehnte völlig ungeklärt – die Abwässer der Bergwerke und Kokereien insbesondere von Forbach und Freyming-Merlebach und der Chemieplattform Carling in Carling-Saint-Avold, allesamt auf französischer Seite.